# Gustave Eiffel

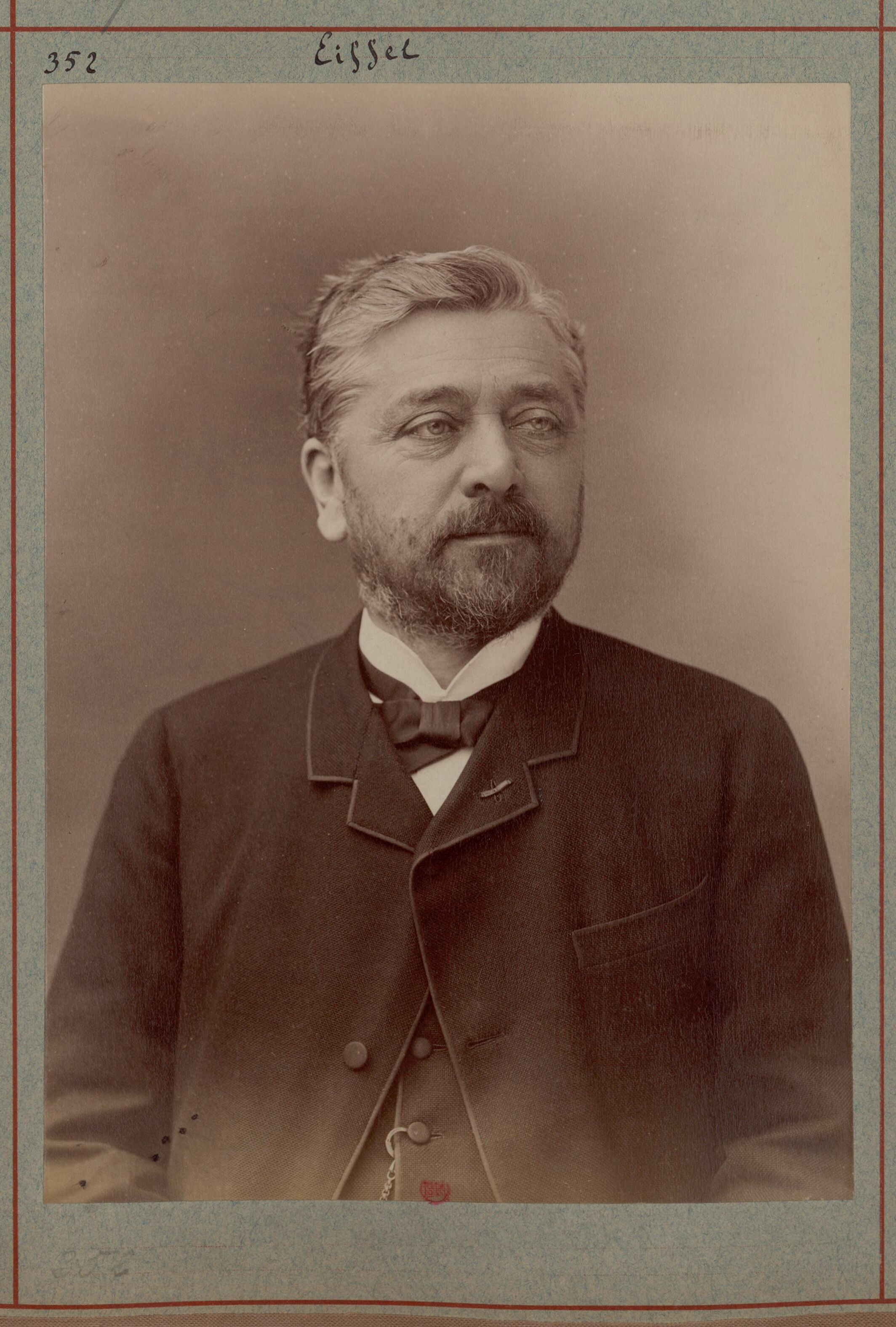
Gustave Eiffel, Fotografie von Nadar, 1888

Alexandre Gustave Eiffel [alɛkˈsɑ̃dʁ gysˈtaːv ɛˈfɛl] (* 15. Dezember 1832 als Alexandre Gustave Bonickhausen dit Eiffel in Dijon; † 27. Dezember 1923 in Paris) war ein französischer Ingenieur und Konstrukteur von Bauwerken aus Schmiedeeisen. Er ist der Erbauer des Eiffelturms in Paris.

## Leben
Gustave Eiffel wurde 1832 als Alexandre Gustave Bonickhausen dit Eiffel in Dijon geboren und wuchs dort auch auf. Seine Mutter, Catherine Mélanie Moneuse, war eine erfolgreiche Geschäftsfrau, die durch Kohlenhandel wohlhabend geworden war. Ab 1850 besuchte er das Collège Sainte-Barbe in Paris. Er verfehlte die mündliche Prüfung an der École polytechnique und studierte an der École Centrale des Arts et Manufactures Chemie, was er 1855 mit einem Diplom abschloss. Im Anschluss war er für einige Monate in einer Sprengstoff-Fabrik in Châtillon-sur-Seine beschäftigt.
Danach arbeitete er in verschiedenen Konstruktionsbüros, bis er 1856 eine Anstellung als Brückenbauingenieur bei der westfranzösischen Compagnie des chemins de fer de l’Ouest fand, bei der er sich erstmals mit der Konstruktion von Eisenbahnbrücken befasste. Dort machte er im selben Jahr die Bekanntschaft mit dem Eisenbau-Unternehmer Charles Nepveu. Dieser erkannte sein Talent und machte ihn zum Projektmanager im Eisenbahnbrückenbau. In dieser Sparte bestand damals eine große Nachfrage nach Ingenieuren und zugleich eine hohe Personalfluktuation. Eiffel zeigte Durchhaltevermögen, Diplomatie und Menschenkenntnis, und er bewies großes Organisationstalent, immer die geeignetsten Fachleute für seine Projekte zu gewinnen und zusammenzuführen, darunter den Ingenieur Théophile Seyrig.

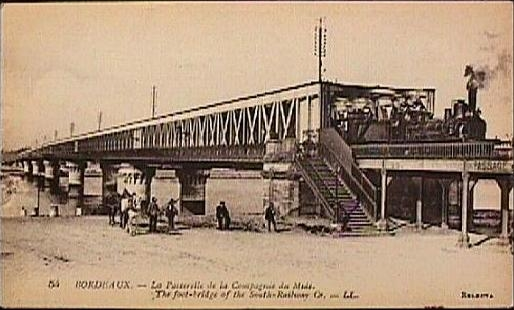
Die Passerelle Eiffel um 1900

1858 ernannte man ihn zum leitenden Ingenieur beim Bau einer 500 Meter langen Eisenbahnbrücke über die Garonne in Bordeaux (später Passerelle Eiffel genannt), die im Juli 1860 eröffnet wurde. Sie gilt als sein erstes Bauwerk. Statt die Brücke wie üblich als Vollwandträger auszuführen, konstruierte Eiffel den Überbau als leichte Fachwerkkonstruktion, die er auch künftig bevorzugte. Dieser erfolgreich vollendete anspruchsvolle Auftrag begründete seinen guten Ruf in der Branche.
Seine Mutter beauftragte er, für ihn eine Frau zu suchen, „die über ein mittelmäßiges Vermögen verfügt, eine passable Figur hat, ausgeglichen ist und eine gewisse Schlichtheit des Geschmacks besitzt“. So heiratete er 1862 Marie Gaudelet (* 1845), mit der er drei Töchter und zwei Söhne bekam. Sie starb 1877. Er machte sich 1866 mit einem eigenen Betrieb, der Société de constructions de Levallois-Perret in Levallois-Perret bei Paris selbständig. 1867 erhielt er den Auftrag für den Bau der Viadukte von Rouzat-sur-la-Sioule und Neuvial auf der Eisenbahnlinie Commentry-Gannat in der Auvergne. Es folgten erste Arbeiten für die Weltausstellung im selben Jahr.
Von 1872 bis 1874 war Eiffel in Südamerika tätig. Hier war er unter anderem an der Planung der Hauptbahnhöfe von Santiago de Chile sowie von La Paz in Bolivien beteiligt. Er erbaute mehrere Kathedralen in Tacna, Arica und Chiclayo in Peru. 1875 oblag ihm der Bau des 1877 fertiggestellten Westbahnhofs in Budapest und er erhielt den Auftrag zum Bau des Ponte Maria Pia in Porto, den Théophile Seyrig entworfen hatte und der am 4. November 1877 eröffnet wurde. 1880 erhielt er den Zuschlag für den Bau des Viadukts von Garabit, das wegen seiner Höhe (122 Meter) und seiner gebogenen Form Aufsehen erregte und erst im Juli 1888 eröffnet werden konnte.
1879 begann er mit der Entwicklung eines ausgeklügelten Trägersystems für die Tragwerke des inneren Stützgerüsts der von dem Franzosen Frédéric-Auguste Bartholdi entworfenen Freiheitsstatue in New York City, deren Einweihung am 28. Oktober 1886 stattfand. Zwischen 1881 und 1882 baute Eiffel die Belvárosi-Brücke von Szeged in Ungarn. Im damaligen Saigon ließ er von einem Mitarbeiter die Société des Anciens Établissements Eiffel gründen, die 1881 dort ihre erste Brücke fertigstellte.
Das Dictionnaire des Francs-Maçons Européens nennt Eiffel als Mitglied einer Loge des Grand Orient de France, ohne jedoch die Loge konkret zu benennen. Zwar scheint insbesondere die maßgebliche gestalterische und finanzielle Beteiligung der Freimaurer an der Freiheitsstatue die Mitgliedschaft zu bestätigen, da jedoch weder Aufnahmedatum noch der konkrete Name der Loge allgemein bekannt sind, gilt die Mitgliedschaft als umstritten.

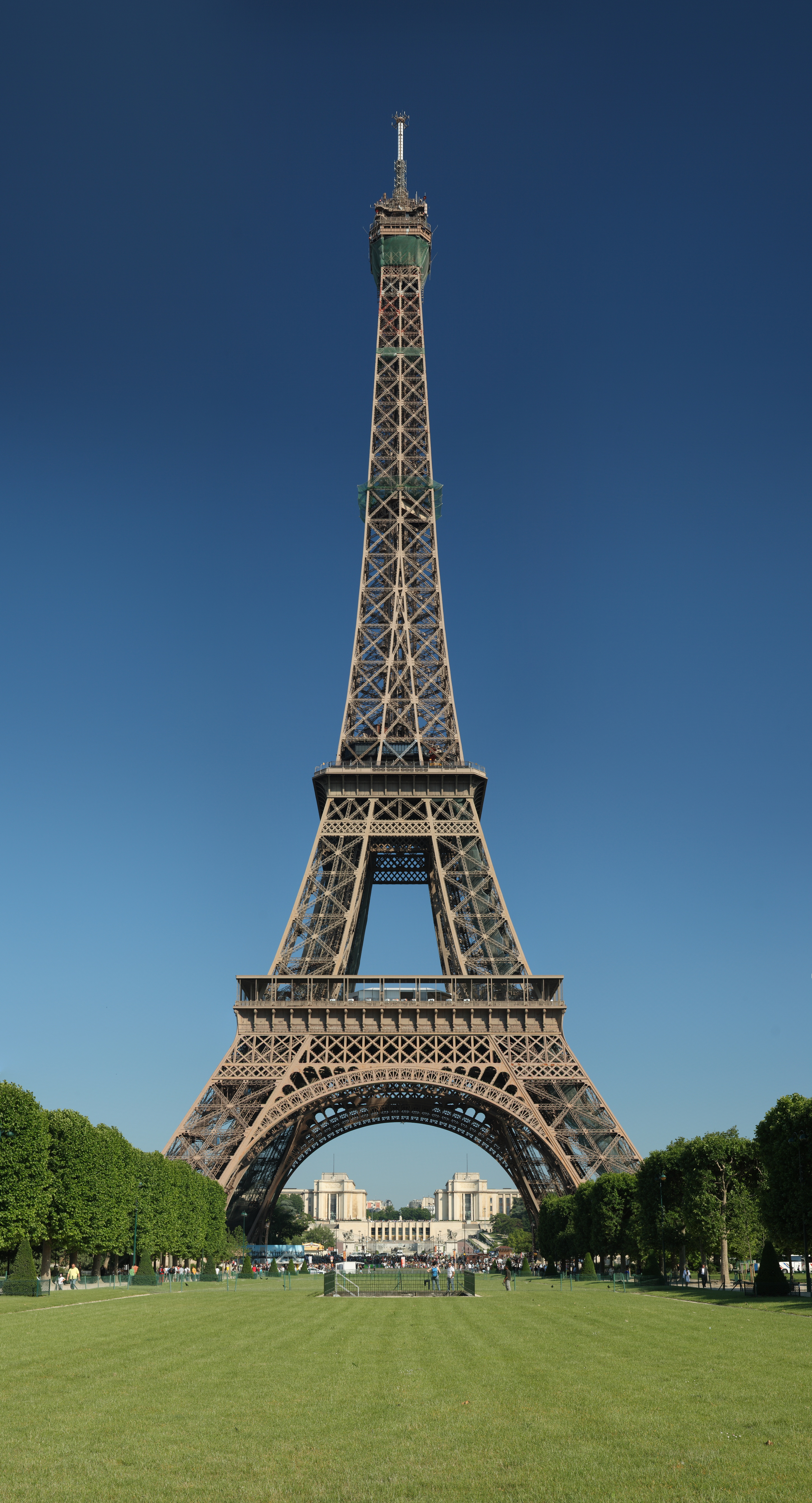
Der Eiffelturm

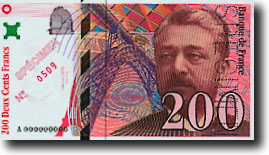
Gustave Eiffel

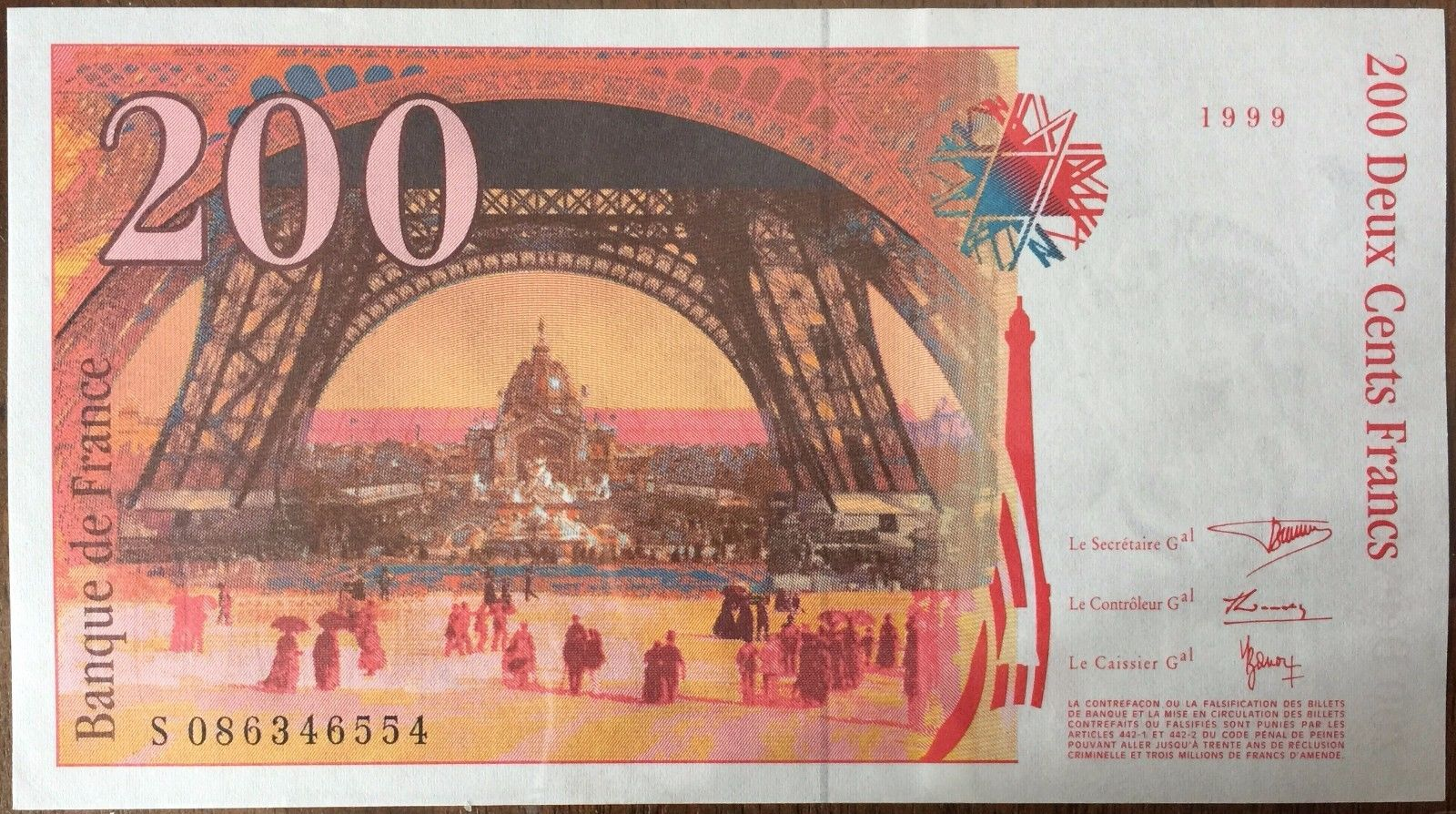
und der -Turm auf einer 200 Franc-Banknote

Seinem wichtigsten Projekt ging eine Patentanmeldung vom 18. September 1884 voraus. Es handelte sich dabei um „ein neues Verfahren, das es erlaubt, Metallpfeiler und -pylonen von einer Höhe zu bauen, die dreihundert Meter übersteigen kann“. Das Objekt, um das es ging, war der nach ihm benannte Pariser Eiffelturm, der ab Baubeginn am 26. Januar 1887 in nur 26 Monaten Bauzeit am 31. März 1889 fertiggestellt werden konnte und am 15. Mai 1889 Eröffnung feierte. Der Entwurf stammte vom Architekten Charles Léon Stephen Sauvestre nach einer Konstruktionsidee von Maurice Koechlin. Er war für die Pariser Weltausstellung 1889 vorgesehen und wurde unter Eiffels Leitung erbaut. Der zunächst von der Pariser Bevölkerung nicht akzeptierte Turm avancierte rasch zum international anerkannten Symbol von Paris und Frankreich.
Ende 1887 unterschrieb er den folgenschwersten Vertrag seiner Laufbahn, gemäß dem er für den von Ferdinand de Lesseps geplanten Panama-Kanal 30 Schleusen liefern sollte, die ab 1. Januar 1888 zu montieren waren. Nachdem die Panamagesellschaft im Februar 1889 Konkurs hatte anmelden müssen, wurde Eiffel 1893 der Nichterfüllung schuldig gesprochen (Panamaskandal), später aber rehabilitiert. Daraufhin übergab er seine Gesellschaft Eiffel & Cie. an seinen Mitarbeiter Maurice Koechlin und zog sich aus dem Geschäft zurück.
1891 hatte Eiffel einen weiteren Rückschlag zu verkraften. Die von ihm konstruierte Eisenbahnbrücke bei Münchenstein stürzte am 14. Juni unter der Last eines voll besetzten Personenzuges in sich zusammen und führte zum bis heute schwersten Eisenbahnunglück der Schweiz mit 73 Todesopfern und 171 Verletzten.
Zu Beginn des 20. Jahrhunderts leistete Eiffel Pionierarbeit auf dem Gebiet der Windkanäle mit Experimenten zur Untersuchung des Luftwiderstandes von verschiedenen geometrischen Formen. Er legte damit einen Grundstein für den modernen Flugzeugbau.
Gustave Eiffel starb 1923 im Alter von 91 Jahren und wurde auf dem Friedhof von Levallois-Perret nordwestlich von Paris beigesetzt.

## Der Name „Eiffel“

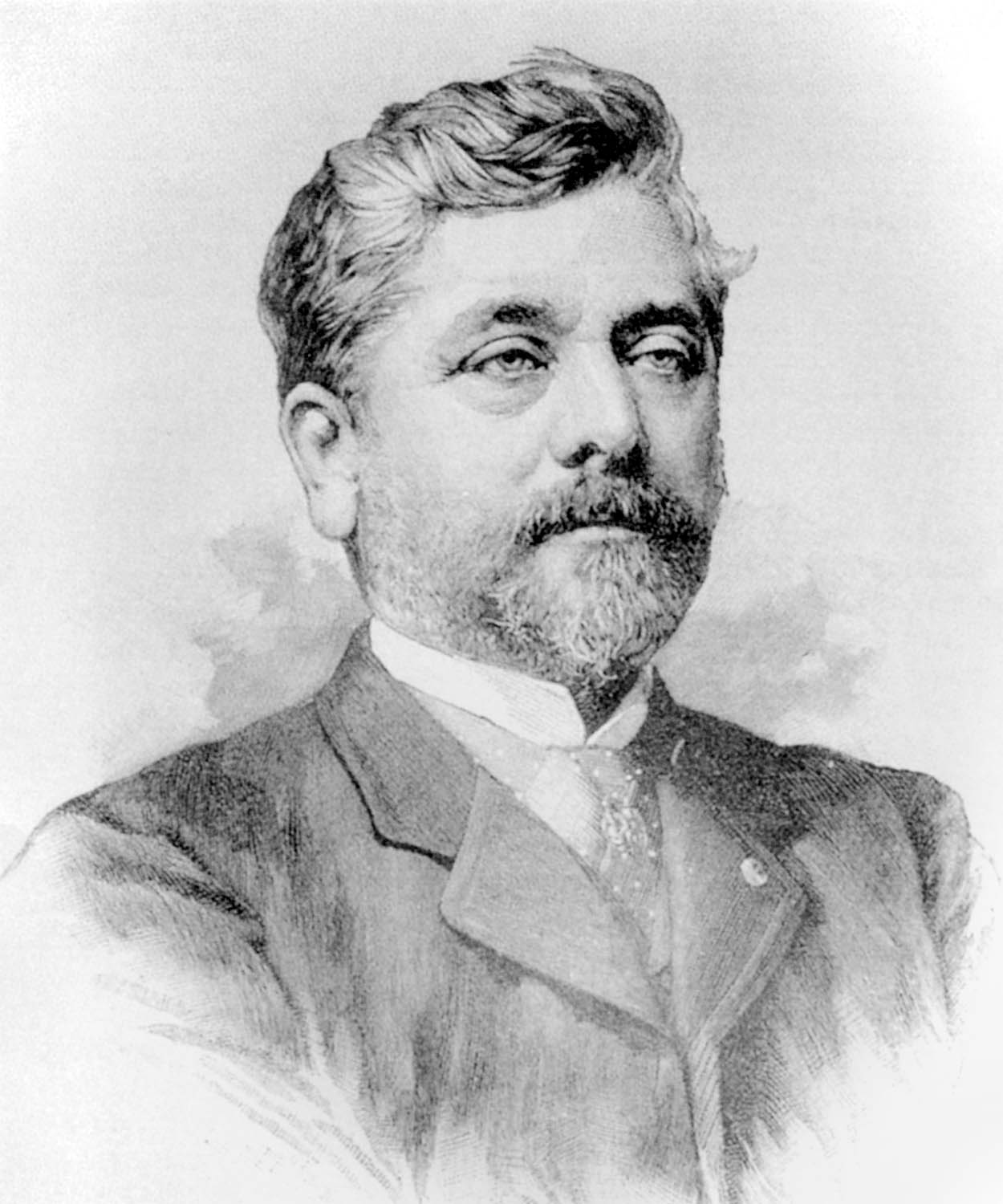
Gustave Eiffel

Die väterlichen Vorfahren des Eiffelturm-Erbauers trugen den Namen Bonickhausen-Eiffel bzw. Bonickhausen dit Eiffel („genannt Eiffel“). Die deutsche Schreibung des Namens Bonickhausen ist „Bönickhausen“ mit Umlautzeichen. Der älteste nachweisbare Vorfahre der Familie Bönickhausen in Frankreich ist Jean René Bönickhausen, der am 30. April 1711 im Haus des Herzogs von Gramont in der Rue Neuve Saint-Augustin in der Pfarrei St-Roch in Paris Marie Lideriz heiratete und als Angestellter der Ferme générale am 7. Januar 1734 im Alter von 75 Jahren in Saint-Valery-sur-Somme in der Picardie starb. In dessen Sterbeeintrag findet sich der Namenszusatz „dit Eiffel“ (genannt Eiffel). Die Stammfolge führt über Jean Pierre Henry Bonickhausen dit Eiffel (1715–1765) und dessen einzigen Sohn Alexandre Bonickhausen dit Eiffel (1757–1806) auf François Alexandre Bonickhausen dit Eiffel (* 29. Januar 1795 in Paris; † 15. September 1879 Paris), den Vater von Alexandre Gustave Eiffel.
Auch in der Geburtsurkunde von Alexandre Gustave Eiffel ist „Bonickhausen dit Eiffel“ eingetragen. Am Rande der Urkunde befindet sich aber der Vermerk, dass per Richterspruch des erstinstanzlichen Gerichts von Dijon vom 15. Dezember 1880 verfügt wurde, den Namen „Eiffel“ an die Stelle von „Bonickhausen dit Eiffel“ zu setzen. Die Namensverkürzung hatte er am 30. Oktober 1878 beim Justizministerium beantragt und ausführlich damit begründet, dass ihm der deutsch klingende Name geschäftliche Nachteile bringe.
Der Schriftsteller und Eiffel-Biograph François Poncetton und der ehemalige Generaldirektor der französischen Archive, Charles Braibant vertraten die Annahme, dass der älteste Vorfahre in der französischen Linie, Jean René Bönickhausen, der Familie des Eifeler Schulmeisters Leo Heinrich Bönickhausen entstammt. Dieser lebte zu Ende des 17. Jahrhunderts in Aremberg, Kreis Ahrweiler, und in Marmagen, Kreis Euskirchen, und stand dort als Ludimagister (Schulmeister) und Sakristan in Kirchendiensten. Auf Braibant zurückgehend hat sich die Erklärung verbreitet, dass dessen 1680 in Marmagen getaufter Sohn Wilhelm Heinrich um 1710 nach Frankreich ausgewandert sei und sich dort Jean René Bönickhausen mit dem Zusatz Eiffel genannt habe. Diese in vorliegenden Eiffel-Biographien häufig zu findende Behauptung ist aber unbewiesen.

## Weitere Bauwerke

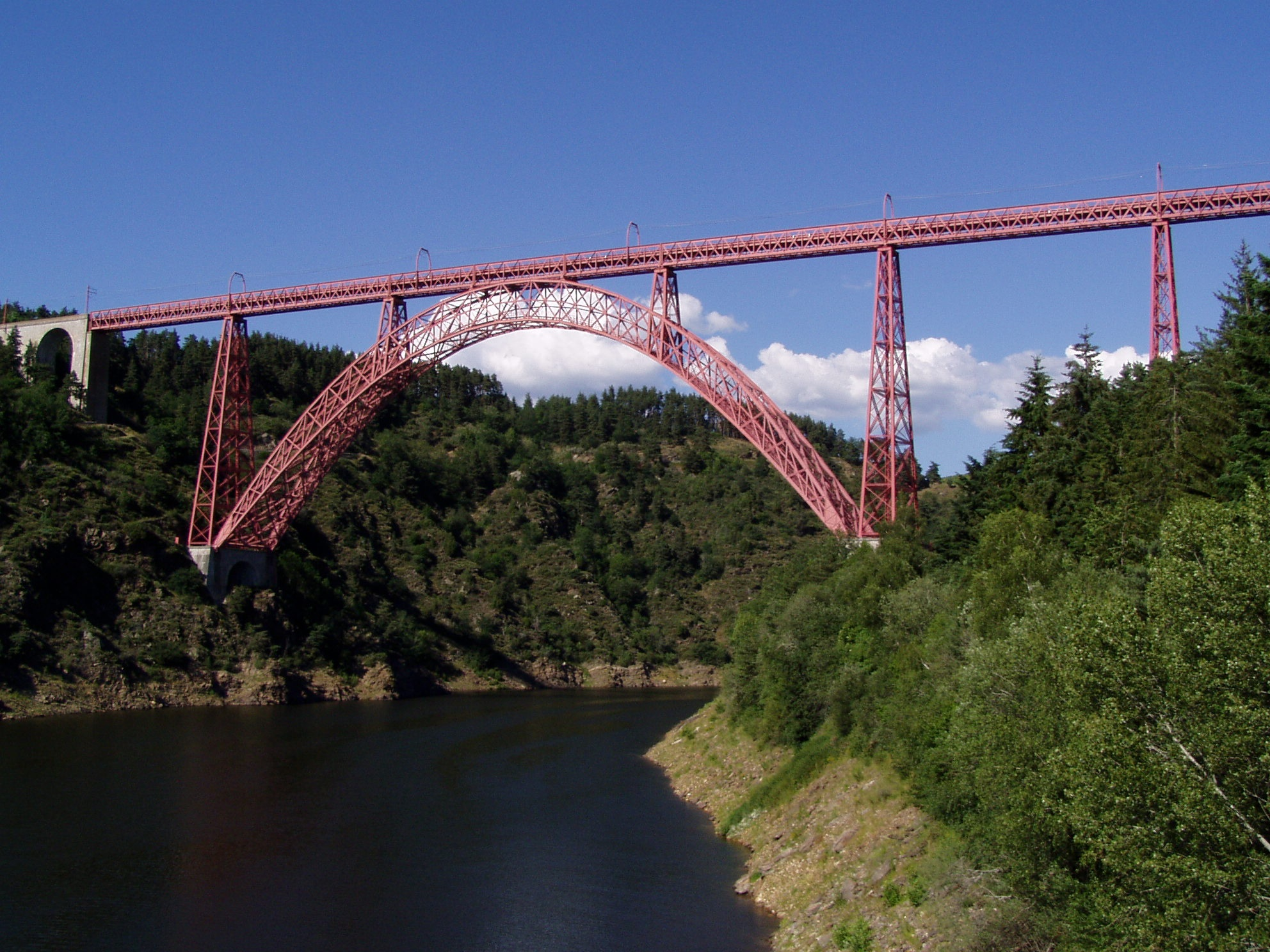
Garabit-Viadukt

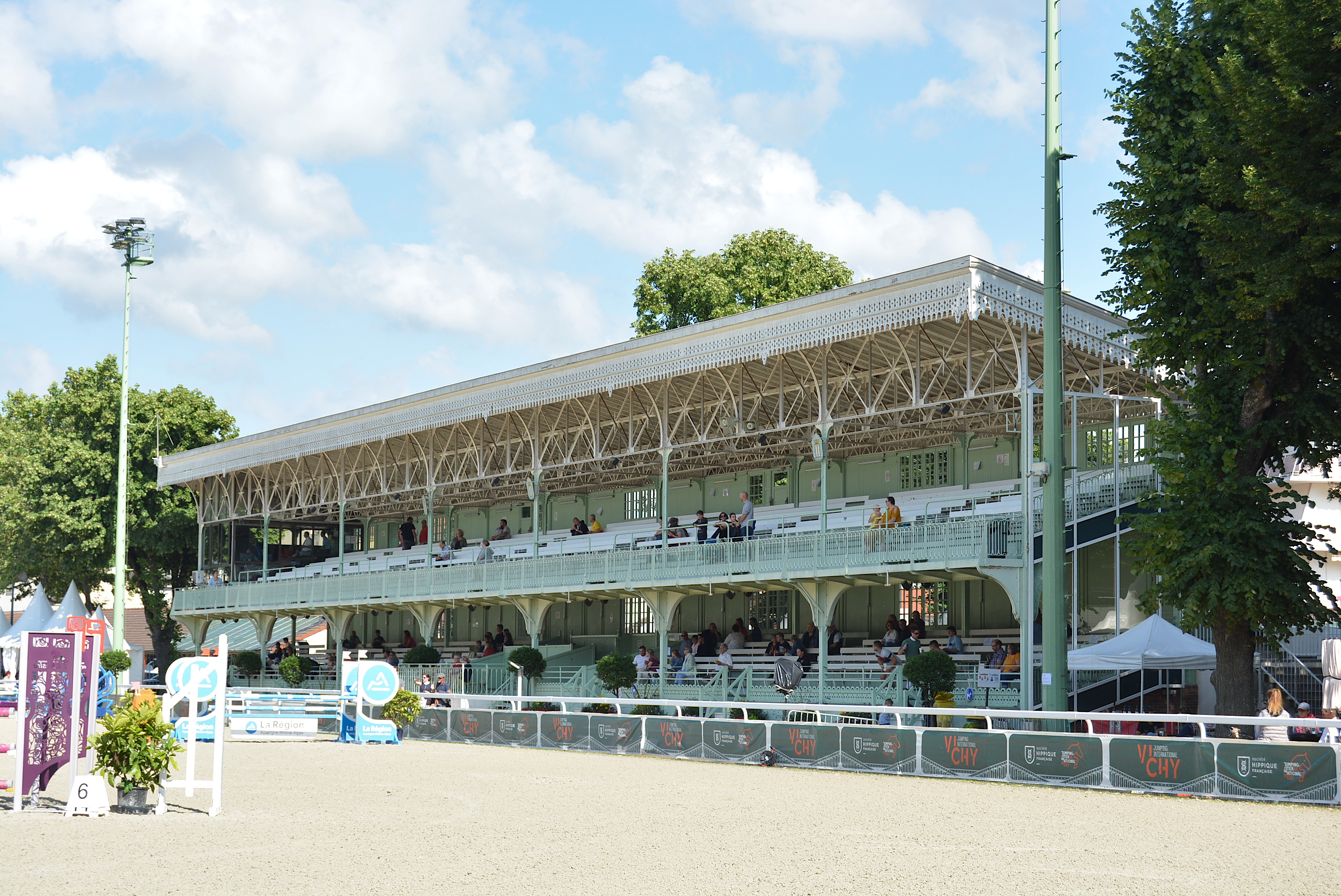
Tribüne einer Pferderennbahn in Vichy

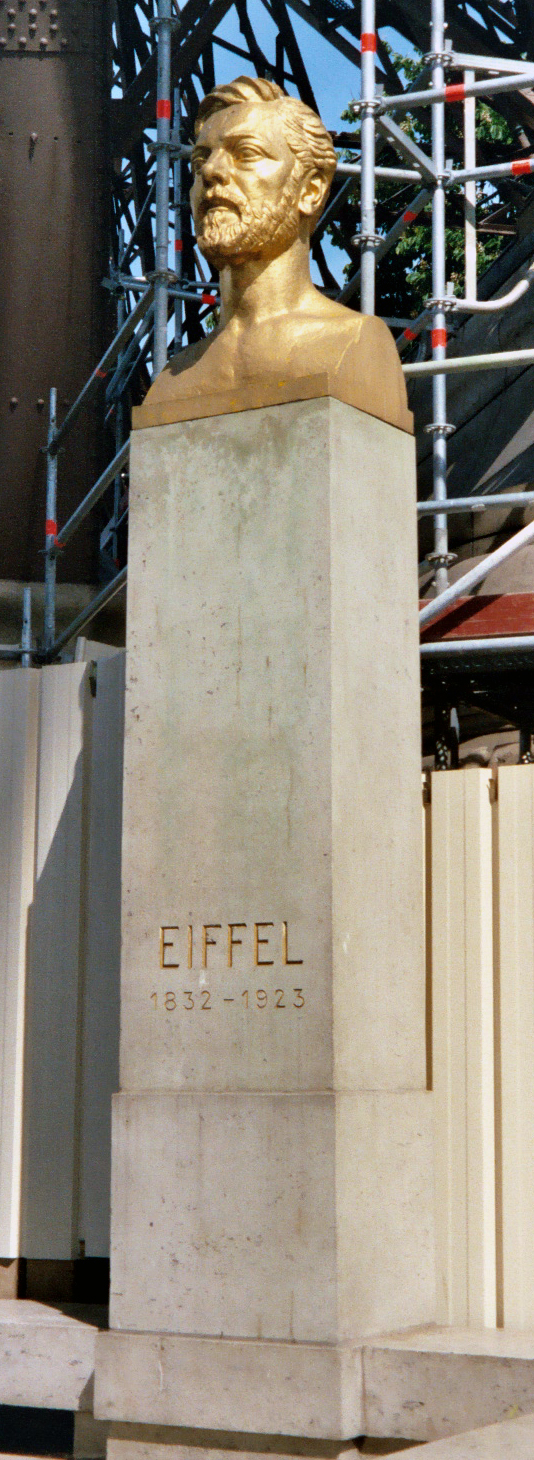
Gustave-Eiffel-Monument am Eiffelturm

- Galerie des Machines, Pariser Weltausstellung 1867, abgerissen 1909[22] (andere Quelle: 1910[23])
- Leuchtturm Ruhnu tuletorn auf der estnischen Insel Ruhnu, erbaut 1875 [24]
- Ponte Eiffel in Viana do Castelo in Portugal (1878), Fachwerkbrücke über den Rio Lima[25]
- Hauptkuppel des Observatoire de Nice, erbaut 1879
- Palácio de Ferro (Eisenpalast), in Frankreich gebaut und nach Luanda gebracht
- Palacio de Hierro de Orizaba, Bestandteile aus Belgien nach Mexiko verschifft
- Casa de Ferro in Maputo
- Souleuvre-Viadukt, Normandie, erbaut 1887
- Eisenbahnbrücke in Münchenstein bei Basel, die 1891 einstürzte.[26] Zwar konnte nicht eindeutig bewiesen werden, ob ein Konstruktionsmangel vorlag oder der Einsturz auf eine unsachgemäß ausgeführte Verstärkung der Brücke im Jahr 1890 zurückzuführen war.[27]  Der Makel blieb aber haften. Siehe auch Jurabahn
- Vecchio-Viadukt der Eisenbahn auf Korsika
- Tribüne der Pferderennbahn Stade équestre du Sichon in Vichy
- Im neugotischen Stil wurde die Basílica de San Sebastián in Manila erbaut. Sie wurde komplett aus Stahl nach Vorlagen Gustave Eiffels konstruiert.[28]
- Real Bodega de la Concha (Lagerhalle für Sherry in Spanien, 1869)[29]
- 1892 beteiligte er sich am Wettbewerb um den Bau der Dreifaltigkeitsbrücke in Sankt Petersburg. Obwohl eine andere französische Firma den Bau ausführte, orientierte sie sich an Eiffels Projekt.
- Hotel Traian in Iași (Rumänien)
- Eisenbahnbrücke über den Pruth bei Ungheni (Moldau)
- Bahnhofsdach von Santiago de Chile
- La Casa de Hierro, das Eisenhaus, in Iquitos, Amazonien/Peru[30]
- Kirche von Santa Barbara, Santa Rosalía, Mexiko
- Viadukt bei Buis-les-Baronnies auf der Schmalspurbahn Orange–Buis-les-Baronnies, nach Stilllegung 1953 abgerissen[31]
- Westbahnhof in Budapest, 1874–1877
- Brücke in Bouloupari, Neukaledonien, das einzige Bauwerk Eiffels in Ozeanien.[32]

## Sonstiges
- 2021 erschien das Filmdrama Eiffel in Love, das eine fiktive Liebesgeschichte zwischen Eiffel und einer verheirateten Frau erzählt. Gustave Eiffel wird dabei von Romain Duris verkörpert.

## Schriften
- La résistance de l’air et l’aviation. H. Dunod et E. Pinat, Paris 1910.
- Les nouvelles Recherches expérimentales sur la résistance de l’air et l’aviation. In: Société des ingénieurs civils de France (Hrsg.): Mémoires de la Société, Heft Juli 1912; als Sonderdruck 1913.

## Ausstellung
- 2023–2024: Gustave Eiffel und die Fotografie, 12. Oktober 2023 bis 28. April 2024, Schweizer Kameramuseum, Vevey[33]

## Dokumentarfilme
- Eiffels Superbauten – Giganten aus Stahl und Eisen. Dokumentation, Deutschland 2021, 43 min, Regie: Sigrid Clément; ZDFinfo Doku (Online in der ZDF-Mediathek abrufbar bis 31. Oktober 2025)
- Gustave Eiffel: Der Mann, der den Eiffelturm erfand. Dokumentarfilm, Deutschland 2023, 58 min, Regie und Buch: Pacal Cuissot, Nathalia Guinet, Nicolas Glimois; Terra X (Online in der ZDF-Mediathek abrufbar bis 20. Dezember 2033)